# Elsa Gademann

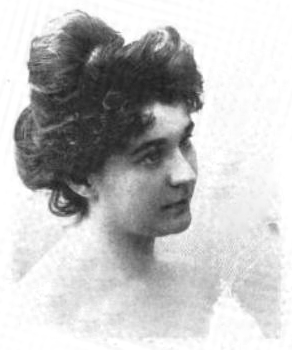

Elsa Gademann, auch Elsa Gademann-Andresen (29. Januar 1879 in München – nach 1934) war eine deutsche Theaterschauspielerin.

## Leben
Gademann wurde von Alois Wohlmuth für die Bühne ausgebildet und 1897 nach erfolgreichem Probespiel ans Hoftheater in Meiningen engagiert, woselbst sie als „Rautendelein“ debütierte. Man erkannte echtes Schauspielertalent in ihr und bezeichnete sie als einen wertvollen Gewinn für den Künstlerbestand dieser Bühne. Hier, wie in ihren drauf folgenden Engagements in Main 1898 und am Deutschen Theater in London, in dessen Verband sie 1899 trat, gefiel ihr warm empfundene Darstellungskunst, sowie ihr einfaches und natürliches Spiel. Sie zeigte durchaus große Intelligenz, fein nuancierte Auffassung und natürliche Charakterzeichnung. In London St. Pancras ist für den Oktober 1903 eine Eheschließung Gademanns nachweisbar. Später kehrte die Künstlerin nach Deutschland zurück und spielte (1917/18 in Altona) wieder an deutschen Bühnen. Jetzt firmierte sie bis zuletzt, als sie kein Festengagement mehr fand und sich dem Genossenschaftslandesverband Hamburg angeschlossen hatte, als Elsa Gademann-Andresen. Ab 1934 verliert sich ihre Spur.